# فرودگاه گاگال

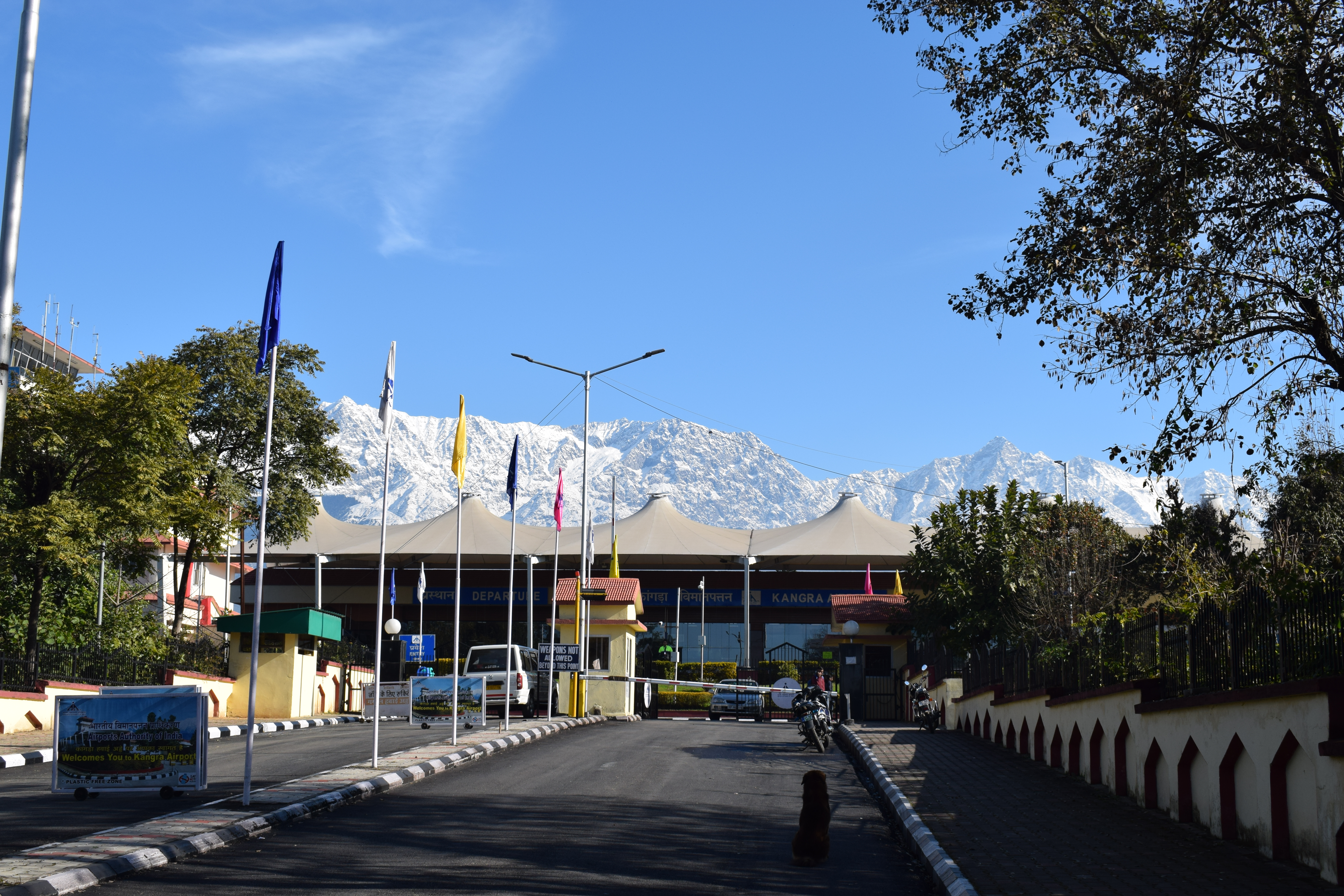
در حال ویرایش فرودگاه گاگال

فرودگاه گاگال (به انگلیسی: Gaggal Airport) یک فرودگاه همگانی با کد یاتا DHM است که یک باند فرود آسفالت دارد و طول باند آن ۱۴۰۸ متر است. این فرودگاه در کشور هند قرار دارد و در ارتفاع ۷۷۰ متری از سطح دریا واقع شده‌است.